# 嵐が丘 (1992年の映画)
『嵐が丘』（あらしがおか、Emily Brontë's Wuthering Heights）は、1992年のイギリス・アメリカ合作映画。エミリー・ブロンテの同名小説の5度目となる映画化で、原作を初めて最後まで映像化。音楽を坂本龍一が手掛けた。

## キャスト
※括弧内は日本語吹替
- キャシー・アーンショー/キャサリン - ジュリエット・ビノシュ（日野由利加）
- ヒースクリフ - レイフ・ファインズ（大塚明夫）
- “ネリー”エレン・ディーン - ジャネット・マクティア（一城みゆ希）
- エドガー・リントン - サイモン・シェパード（神谷和夫）
- イザベラ・リントン - ソフィー・ワード（水谷優子）
- ヒンドリー・アーンショー - ジェレミー・ノーサム（家中宏）
- ヘアトン・アーンショー - ジェイソン・リディングトン（大滝進矢）
- リントン・ヒースクリフ - ジョナサン・ファース（高木渉）
- アーンショー氏 - ジョン・ウッドヴァイン（塚田正昭）
- ロックウッド - ポール・ジェフリー（牛山茂）
- エミリー・ブロンテ - シネイド・オコナー（クレジットなし）（高島雅羅）